# 691 Lehigh
A 691 Lehigh (ideiglenes jelöléssel 1909 JG) a Naprendszer kisbolygóövében található aszteroida. Joel Hastings Metcalf fedezte fel 1909. december 11-én.